# Евангельские гимны
Евангельские гимны играют существенную роль в протестантском богослужении. Известно выражение Мартина Лютера, что «дьявол панически боится поющего христианина»
Исполнение гимнов есть начало и конец евангелического богослужения. Это реализует повеление Бога (Пс. 149:1) и содержат молитвенные формы (покаяние, исповедание, славословие, благодарность). Мартин Лютер обращал внимание на необходимость перевода латинских католических гимнов на народный язык. Сам реформатор написал много евангельских гимнов, в том числе известный хорал Господь наш меч (нем. Ein feste Burg ist unser Gott, 1529). После Лютера известен гимнограф Иоахим Неандер — автор известного гимна «Господа славь ты мой дух» (XVII век).
Поскольку протестанты никогда не противопоставляли себя остальной, прежде всего, католической церкви, то некоторые католические гимны (Тихая ночь, Придите к Младенцу) с успехом используются на евангелических богослужениях, отчего их правильнее было бы называть экуменическими.
Американские протестанты написали ряд всемирно знаменитых евангельских гимнов. Так благодаря трагедии Титаника известность приобрел гимн «Ближе, Господь, к Тебе» (англ. Nearer, My God, to Thee, 1841), написанный Сарой Адамс. Другая американка Фанни Кросби написала два популярных гимна: «Твердо я верю» (англ. Blessed assurance, Jesus is mine, 1873) и «Весть об Иисусе скажи мне» (англ. Tell Me the Story of Jesus, 1880).
В основе первых евангельских гимнов лежала библейская книга Псалтырь. Поэтому первый русский евангельский сборник назывался Гусли (1902). Ключевую роль в составлении и публикации этого сборника сыграл Иван Проханов. Евангельские христиане в России представлены преимущественно баптистами и лютеранами. Баптисты расширили Гусли и составили новые сборники «Гимны христиан» (Д. А. Ясько, 1956) и Песнь Возрождения (1978).
Лютеране в России представлены двумя традициями немецкой (ЕЛКРАС) и скандинавской (ЕЛЦИ). Еще в 1915 году вышел в свет один из первых лютеранских сборников на русском языке. В 1994 году ЕЛЦИ выпустила «зелёный» сборник (Сборник гимнов Евангелическо-лютеранской церкви), а ЕЛКРАС в 1995 — «сиреневый» (Русско-немецкий сборник духовных песен).
В сборниках евангельские гимны обыкновенно группируются по тематическим разделам: утренние и вечерние, времена церковного года (адвент, рождество, великий пост, пасха, вознесение), церемонии (крещение, причастие, свадьба, поминовение), хвалебные и покаянные, догматические (вера, оправдание, церковь).

## Соответствия наиболее популярных гимнов
| Название                                               | Гусли | Песнь Возрождения | Сборник гимнов Евангелическо-лютеранской церкви (ЕЛЦИ, «зелёный») | Русско-немецкий сборник духовных песен (ЕЛКРАС, «сиреневый») |
| ------------------------------------------------------ | ----- | ----------------- | ----------------------------------------------------------------- | ------------------------------------------------------------ |
| Тихая ночь (Stille Nacht)                              |       | 590               | 10                                                                | 40                                                           |
| Ищи везде (Zu dir)                                     | 93    | 355               | 110                                                               | 85                                                           |
| Да будет Богу (Allein Gott)                            |       | 1857              | 58                                                                | 1                                                            |
| Пребудь в нас (Ach bleib)                              | 249   | 1322              | 66                                                                | 26                                                           |
| Я знаю, да я знаю (Ich weiß)                           |       | 237               | 109                                                               | 84                                                           |
| Боже, славим мы Тебя (Großer Gott)                     | 165   | 139               | 112                                                               |                                                              |
| Придите к Младенцу                                     |       | 489               | 14                                                                | 36                                                           |
| Бог спаситель мой (Jesu, geh voran)                    | 313   | 1401              | 139                                                               | 59                                                           |
| Ты позволил снова (Segne und..)                        | 443   | 3                 | 74                                                                | 7                                                            |
| Ближе, Господь, к Тебе (Nearer, My God)                | 237   | 22                | 130                                                               |                                                              |
| О, утра яркая звезда (Wie schon)                       |       |                   | 31                                                                | 67                                                           |
| Возьми меня отныне (So nimm…)                          | 307   | 694               | 133                                                               | 98                                                           |
| Цветочком в колыбели (Es ist ein Ros)                  |       |                   | 12                                                                | 44                                                           |
| Вести ангельской внемли (Hark! The Herald Angels Sing) | 467   | 607               | 20                                                                |                                                              |
| Господь наш меч (Ein fest burg)                        | 229   | 584               | 62                                                                | 69                                                           |
| Пока Христос со мною (Ist Gott fur mich)               |       |                   | 146                                                               | 93                                                           |
| Кто верным Богу пребывает (Wer nur den)                |       | 582               | 128                                                               | 90                                                           |
| Господь! Ты милостив (O Gott, du frommer)              |       | 1853              | 155                                                               | 22                                                           |
| Господа славь (Lobe den Herren)                        | 172   | 1329              | 113                                                               | 10                                                           |
| Твердо я верю (Blessed Assurance)                      |       | 184               | 103                                                               |                                                              |
| О Иисусе, о Христе! (O Jesu)                           |       |                   | 83                                                                | 77                                                           |
| Христос — основа Церкви                                |       | 257               | 61                                                                |                                                              |
| Как не петь мне гимнов Богу! (Sollt Ich)               |       |                   | 122                                                               | 11                                                           |
| Ты, Господь, мне жизни свет (Jesus meine Zuversicht)   |       | 642               | 50                                                                | 56                                                           |
| О Дух Святой, мы молим Тебя (Nun bitten)               |       |                   | 55                                                                | 68                                                           |
| Освяти Ты наш исход (Unser Ausgang)                    |       |                   | 73                                                                | 5                                                            |
| Хор ангелов запел (Vom Himmel)                         |       |                   | 16                                                                | 43                                                           |
| У яслей я Твоих (Ich steh)                             |       |                   | 24                                                                | 41                                                           |
| Хвала Тебе, Иисус Христос (Wir danken)                 |       |                   | 48                                                                | 57                                                           |
| Предай своё хожденье (Befiehl)                         |       |                   | 147                                                               | 94                                                           |
| Христос зовет: «За Мною…» (Mir nach)                   |       |                   | 148                                                               | 95                                                           |
| Невинный Агнец вот идет (Ein Lammlein geht)            |       |                   | 35                                                                | 51                                                           |
| Пробуждайтесь! (Wachet auf)                            |       |                   | 200                                                               | 105                                                          |
| Жив Христос (Jesus lebt)                               |       |                   | 175                                                               | 100                                                          |
| Что за Друга мы имеем                                  | 246   | 589               | 134                                                               |                                                              |
| Весть об Иисусе (Tell me)                              |       | 9                 | 63                                                                |                                                              |
| О образ совершенный                                    |       | 31                | 151                                                               |                                                              |
| Открой сердца (Herr, offne mir)                        |       | 12                | 64                                                                | 6                                                            |
| Господь! Душа внимать готова                           |       | 4                 | 71                                                                |                                                              |
| Предвечный Дух! Приди                                  | 219   | 646               | 68                                                                |                                                              |
| Восхвалим мы Творца (Nun danket)                       | 184   | 1859              | 57                                                                | 9                                                            |

## Разные гимны

### Великий Бог
How Great Thou Art

### Верность Твоя велика, о мой Боже
Great is Thy Faithfulness
Многие гимны рождались в результате конкретных переживаний, но гимн «Верность Твоя велика» — результат ежедневных размышлений автора над Божьей верностью.
Томас Обадия Чисхолм родился в скромной деревянной хижине во Франклине, штат Кентукки, в 1866. Он учился лишь в начальной школе, но тем не менее, когда ему исполнилось 16 лет, он стал учителем в той же самой школе, где и сам раньше учился. Шесть лет спустя он обратился ко Христу во время служения пробуждения.
Позже его рукоположили на служение в методистской церкви, но вскоре ему пришлось уйти со служения из-за плохого здоровья. После 1909 он стал страховым агентом в штате Индиана.
В 1941 он написал в письме: «Мои доходы никогда не были большими из-за слабого здоровья, но я не должен забывать при этом неустанную верность хранящего завет Бога, за которую я исполнен поразительной благодарностью».
Томас Чисхолм написал более 1200 стихов. В 1923 он отослал несколько стихов Вильяму Раньяну, музыканту, работавшему в Библейском институте Муди. Вильям Раньян написал о тексте «Верность Твоя велика» следующее: «Именно это стихотворение имело такую для меня притягательность, что я усердно молился, чтобы моя мелодия достойно передавала его смысл», и последующая история показывает, что Бог ответил на эту молитву.
Гимн родился в Канзасе в 1923 году. Он очень полюбился сначала в Библейском институте Муди, затем в евангельских церквах. Через евангелизационные кампании Билли Грэма этот гимн попал в Великобританию и прижился там. На русский язык этот гимн перевел Д. А. Ясько.
Слова этого гимна основаны на Книге Плач Иеремии, глава 3. «По милости Господа мы не исчезли, ибо милосердие Его не истощилось. Оно обновляется каждое утро; велика верность Твоя!» До сих пор слова гимна «Верность Твоя велика» вдохновляют верующих уповать на нашего верного Бога.
Верность твоя велика, о мой Боже!

Мудрость и милость Ты дивно явил.

Ты неизменен, от века Ты тот же,

Полн состраданья и Отчей любви.
Верность великую, верность великую
Утро за утром являет Господь.
Все, что мне нужно для жизни, дает Он.
Верность великая, Господь, Твоя.
Лето и зиму, посевы и жатву,

Солнце и звезды, погоду и дождь

Ты учредил; нам слова их понятны:

Всем управляешь Ты, все нам даешь.
Мир постоянный, грехов отпущенье,

Дивную помощь в различных скорбях,

Стойкость в борьбе и надежду спасенья

Вечно дарует нам верность Твоя.
«Верность Твоя велика, о мой Боже» в Cyber Hymnal 

### О, благодать
Amazing Grace

## Рождественские гимны
- Ангелы, к нам весть дошла (Angels We Have Heard on High)
- Ангелы с высот небесных (Angels From the Realms of Glory)
- Вести ангельской внемли (Hark! The Herald Angels Sing)
- Вот волхвы с востока идут (We Three Kings of Orient Are)
- О, малый город Вифлеем!
- Радуйся, мир! (Joy to the World)
- Святая ночь (O Holy Night)
- Что за Дитя? (What Child Is This?)